# Buenos Aires (Puntarenas)
Pour les articles homonymes, voir Buenos Aires (homonymie).
Buenos Aires est une localité et le premier district et la capitale du canton de Buenos Aires, situé dans la province de Puntarenas, au Costa Rica.

## Histoire
Buenos Aires est créée le 26 juin 1914 par la loi 31. Le district est à l'origine habité par les Borucas. L'installation des habitants de la vallée centrale commence en 1870, lorsque la construction d'une route débute à El Guarco, après Boruca. Le district abrite des colonies de différents peuples indigènes de la région (Bribris, Cabécares et Borucas).

## Géographie
Buenos Aires possède une superficie de 554,83 km2 et une altitude moyenne de 361 m.s.l.5. Géographiquement, l'État est formé par les fleuves Térraba et El Dique, et par la chaîne de montagnes Talamanca. L'un des attraits de l'endroit est la forme sphérique parfaite des rochers de granit.

## Démographie
En 2022, la population de Buenos Aires est estimée à 22 619 habitants. Lors du dernier recensement de 2011, la population de Buenos Aires était de 21 063 habitants.

## Économie
L'économie est dominée par le tourisme et la culture de l'ananas. Il existe des offres d'écotourisme, par exemple l'hébergement de touristes dans des villages indigènes, et des cours d'agriculture biologique.
Le canton investit beaucoup dans les technologies de l'information pour les projets touristiques et les investissements immobiliers.